# David Serafín
Pour les articles homonymes, voir Serafín et Serafin.
David Serafín, né Ian Michael le 26 mai 1936 à Neath, dans le comté du West Glamorgan, au Pays de Galles et mort le 24 juillet 2020 à Madrid, est un écrivain gallois, auteur de roman policier.

## Biographie
Il fait des études supérieures au King's College de Londres, puis en Espagne, notamment à l'université de Séville.
Il est professeur d'espagnol à l'université d'Oxford quand il publie son premier roman en 1979, Saturday of Glory. C'est le premier livre d'une série de six consacrée à Luis Bernal, commissaire de police espagnol. Pour ce roman, il reçoit le John Creasey Dagger de la Crime Writers' Association. D'après Claude Mesplède : « Certains critiques ont qualifié Luis Bernal de « Maigret madrilène » ».
Sous son nom, le professeur Ian Michael a également publié des essais sur les Espagnes médiévales et des éditions de textes classiques du Moyen Âge espagnol, notamment la traduction anglaise du Poème du Cid (vers 1207).

## Œuvre

### Romans

#### Série policièreLuis Bernal
- Saturday of Glory, 1979
- Christmas Rising, 1982
- Madrid Underground, 1982
  - Corrida dans le métro, Série noire no 1910, 1982
- The Body in Cadiz Bay, 1985
- Port of Light, 1987
  - L'Assassinat des Canaries, Série noire no 2131, 1988
- The Angel of Torremolinos, 1988

### Essais signés Ian Michael
- A Comparison of the Use of Epic Epithets in the Poema de Mio Cid and the Libro de Alexandre, 1961
- Moorish Spain, 1963 (en collaboration avec Enrique Sordo)
- English Grammatical Categories to 1800 and the Tradition Behind Them, 1963
- The Function of the Popular Tale in the Libro de Buen Amor, 1970
- The Treatment of Classical Material in the Libro de Alexandre, 1970
- Poem of the Cid: A New Critical Edition of the Spanish Text, with an Introd. and Notes by Ian Michael, 1975
- Gwyn Thomas, 1977
- The Historical Study of English as a Subject: A Preliminary Enquiry Into Some Questions of Method, 1979
- Epic to Romance to Novel: Problems of Genre Identification, 1986
- The Spanish Civil War and the Care of Books in Madrid, 1996
- Literature in School: A Guide to the Early Sources, 1700 to 1830, 1999
- How "Don Quixote" Came to Oxford: The Two Bodleian Copies of "Don Quixote", Part I, 2001

## Sources
- Claude Mesplède (dir.), Dictionnaire des littératures policières, vol. 2 : J - Z, Nantes, Joseph K, coll. « Temps noir », 2007, 1086 p. (ISBN 978-2-910-68645-1, OCLC 315873361), p. 752.
- Claude Mesplède, Les années "Série noire" bibliographie critique d'une collection policière, vol. 5 : 1982-1995, Amiens, Encrage, coll. « Travaux » (no 36), 2000.